# Богдан III Кривия
Богдан III Кривия или Богдан Едноокия (на румънски: Bogdan al III-lea cel Chior) е княз на Молдова в периода 1504 – 1517 г. Прякорът си получава, тъй като ослепява с едното око, по всяка вероятност вследствие на рана по време на някоя от многобройните си битки.

## Произход и управление
Син е на Стефан Велики от неговия трети брак с Мария Войкица. По майчина линия е внук на войводата Раду III Красивия (брат на Влад Дракула).
Веднага след като идва на власт Богдан пожелава да се ожени за Елизабет, сестрата на полския крал Александър Ягелончик. Получава на два пъти отказ независимо от изпратените щедри подаръци (вкл. предложени териториални отстъпки) и нахлува в Южна Полша като отблъсква изпратената срещу него полска войска. При това положение третото му пратеничество при полския крал има по-голям успех и на 16 февруари 1506 г. в Люблин е подписано споразумение за женитба. Въпреки това след смъртта на Александър Ягелончик неговият брат Зигмунт I прекратява този съюз. През октомври 1509 Богдан е разбит при река Днестър и в резултат е сключен мир на 17 януари 1510 г., с който той се отказва окончателно от намеренията и претенциите си по отношение на Полша.
През 1510 – 1513 г. Молдовското княжество търпи сериозни опустошения от татарите, които отвеждат много пленници и плячка. Богдан III е принуден да иска помощ от Полша, която също страда от монголското нашествие. Но Полша няма доверие на молдовския княз, още повече че от 1455 г. насам Молдова не е неин съюзник, а непрестанно воюва с нея. Така Богдан се обръща за подкрепа към османците срещу задължението да им плаща ежегоден данък.
Богдан III умира на 20 април 1517 г. и е погребан в манастира Путна.

## Семейство
След неосъществената женитба с Елизабет Полска, Богдан III има два брака.
Първи брак: през 1510 г. с Анастасия († 12 октомври 1512);
Втори брак: през 1513 г. с Роксандра Басараб, дъщеря на влашкия владетел Михня I Реу.
Той няма законородени деца, но оставя няколко незаконородени синове:
- Стефан IV Стефаница, който го наследява на трона;
- Александър III Лепушняну, също молдовски княз;
- Петру († 1526).

## Памет
До началото на ХХ век във Варна до църквата Свети Атанасий тече Богдан-чешме. Според местното предание чешмата била поръчана от молдавския княз Богдан-бей, който минава през града и дарява пари за направата ѝ. Един от надписите на чешмата е разчетен и според него чешмата е построена от Василий Лупу, друг молдовлашки княз и е поправена през 1840 г. от Григорий Александру Гика.